# Hugleville-en-Caux
Hugleville-en-Caux är en kommun i departementet Seine-Maritime i regionen Normandie i norra Frankrike. Kommunen ligger i kantonen Yerville som tillhör arrondissementet Rouen. År 2022 hade Hugleville-en-Caux 420 invånare.

## Befolkningsutveckling
Antalet invånare i kommunen Hugleville-en-Caux
| Referens: INSEE |